# Dedinszky András
 Dedinszky András (Budapest, 1944. december 24. – Debrecen, 2015. május 12.) Csány László-díjas és Pekár Imre Alkotómérnöki Díjas okleveles építőmérnök, közlekedési építőmérnöki szakértő.

## Iskolái
1959–1961 között a Debreceni Fazekas Mihály Gimnázium tanulója volt, majd 1961–1964 között a Középdunántúli Szénbányászati Trösztnél vájártanuló képzésen vett részt, ahol országos vájár tanulmányi versenyen 1. helyezést ért el. 1964–1968 között a Tatabányai Péch Antal Bányaipari Aknászképző Technikum tanulójaként az Országos Középiskolai Tanulmányi Versenyen (OKTV) föld- és bányamérés tantárgyból 1. helyezést ért el.
A Budapesti Műszaki Egyetem Építőmérnöki Karán 1980-ban szerzett építőmérnöki diplomát.

## Munkássága

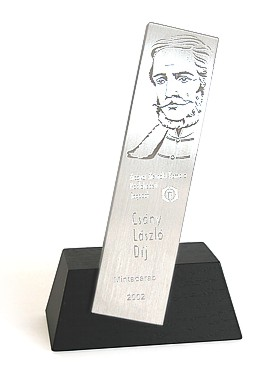
Ifj. Szlávics László: Csány László-díj, kisplasztika

1969-től 1971-ig a Hajdú-Bihar megye Debreceni Járási Tanács Építési Osztályának közlekedési és vízügyi előadója; 1971–1991 között a Hajdú-Bihar megyei Közúti Igazgatóságnál hatósági ügyintéző, beruházási előadó, hídmérnök, műszaki ellenőr, műszaki osztályvezető, létesítmény főmérnök beosztásokat látott el.
1991-ben alapította a Debreceni Mélyépterv Kft.-t, amelynek haláláig tulajdonosa és ügyvezetője volt.
1991–2004 között a Debreceni Egyetem Műszaki Főiskolai Karán az úttervezés és a forgalomtechnika tárgyak óraadó tanára.
Tagja volt a Magyar Mérnöki Kamara Közlekedési Tagozata Országos Elnökségének, valamint Hajdú-Bihar megyei elnökségének, a Közlekedési Szakcsoport elnöke, majd elnökségi tagja és a Szakmai Gyakorlat Szakirányúságát Vizsgáló Szakértői Testület tagja.
Munkássága alatt több mint 500 tervet készített. Legjelentősebb tervezői munkái:
- 35. sz. főút debreceni bevezető szakasza
- 41. sz. főút Nyíregyháza-Oros négysávosítása
- Debreceni Tesco csomópont tervezési munkái
- Miskolci Kemény Dénes fedett uszoda út tervezése[7]
- Debreceni Nagyerdei Stadion útépítési szakági terve[8]

## Díjai, kitüntetései
- A Szakma Kiváló Dolgozója Miniszteri kitüntetés
- 2007-ben A Miskolci Fedett uszoda tervpályázatán megosztott I. díjat kapott[9]
- 2008-ban a Magyar Mérnöki Kamara Közlekedési Tagozata által alapított Csány László-díj kitüntetésben részesült.[10]
- 2015: Hajdú-Bihar megyei Mérnöki Kamara Pekár Imre Alkotómérnöki Díja[11][12]